# IPHWR

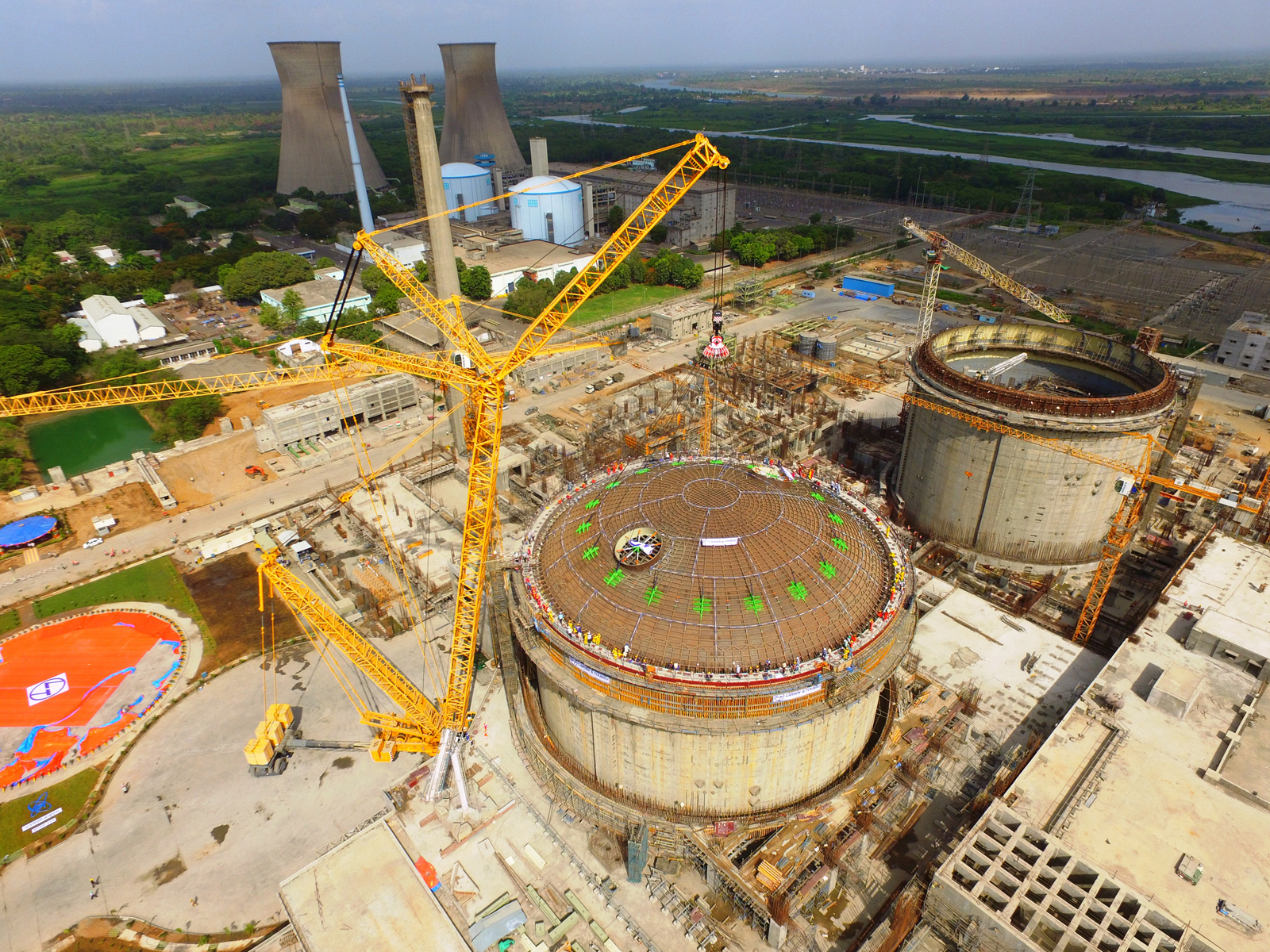
Атомна електростанція Kakrapar з двома блоками IPHWR-700 будується в індійському штаті Гуджарат

Індійський важководний реактор під тиском (IPHWR) — клас індійських важководних реакторів під тиском, розроблених Центром атомних досліджень Бхабха. Базовий проект потужністю 220 МВт був розроблений на базі реакторів RAPS-1 і RAPS-2 на базі CANDU, побудованих у Раватбхата, Раджастан. Пізніше дизайн був розширений до 540 МВт і 700 МВт конструкції. Зараз в Індії працює 17 реакторів різних типів.

## IPHWR-220
Перші блоки PHWR, побудовані в Індії (RAPS-1 і RAPS-2), мають канадську конструкцію CANDU, подібну до першого повномасштабного канадського реактора, побудованого в АЕС Дуглас-Пойнт, Онтаріо. Реактори були встановлені у співпраці з урядом Канади. Починаючи з 1963 року, RAPS-1 потужністю 100 МВт в основному будувався з обладнанням і технологіями, наданими AECL, Канада. RAPS-1 було введено в експлуатацію в 1973 році, але припинення співпраці з Канадою у світлі успішної розробки ядерної зброї Індією в рамках операції «Усміхнений Будда» введення в експлуатацію RAPS-2 могло бути завершено лише до 1981 року, коли Bhabha змінив деякі елементи конструкції. Центр атомних досліджень у партнерстві з індійськими виробниками Larsen &amp; Toubro та Bharat Heavy Electricals Limited. Послідовно було спроектовано повністю індійський проект потужністю 220 МВт, і два блоки були побудовані в Калпаккамі в штаті Таміл Наду, названі MAPS-1 і MAPS-2. Конструкція MAPS-1&2 була розроблена на основі RAPS-1&2, з модифікаціями, внесеними відповідно до прибережного розташування, а також запровадженням резервуара для придушення для обмеження пікового тиску захисної оболонки під час аварії з втратою теплоносія (LOCA) замість обливних баків у RAPS-1&2. Крім того, MAPS-1&2 мають часткове подвійне утримання. Ця конструкція була додатково вдосконалена, і всі наступні блоки PHWR в Індії мають подвійну захисну оболонку.

## IPHWR-540
Після завершення проекту IPHWR-220 приблизно в 1984 році під егідою BARC у партнерстві з NPCIL було розпочато більший проект потужністю 540 МВт. Два реактори цієї конструкції були побудовані в Тарапурі, штат Махараштра, починаючи з 2000 року, і перший був введений в експлуатацію 12 вересня 2005 року.

## IPHWR-700
Пізніше конструкцію IPHWR-540 було модернізовано до 700 МВт з основною метою підвищення ефективності використання палива та розробки стандартизованої конструкції, яка буде встановлена в багатьох місцях по всій Індії в режимі флоту. Дизайн також було оновлено, щоб включити функції покоління III+.

## Технічні характеристики
| Технічні характеристики                             | IPHWR-220                                                                               | IPHWR-540 | IPHWR-700 |
| --------------------------------------------------- | --------------------------------------------------------------------------------------- | --- | --- |
| Теплова потужність, МВт                             | 754,5                                                                                   | 1730 рік | 2166 |
| Активна потужність, МВт                             | 220                                                                                     | 540 | 700 |
| ККД, нетто %                                        | 27.8                                                                                    | 28.08 | 29.08 |
| Температура теплоносія, °C:                         |                                                                                         | | |
| вхід охолоджуючої рідини                            | 249                                                                                     | 266 | 266 |
| вихідний отвір охолоджувача                         | 293.4                                                                                   | 310 | 310 |
| Матеріал первинного теплоносія                      | Важка вода                                                                              | Важка вода | Важка вода |
| Матеріал вторинного теплоносія                      | Світла вода                                                                             | Світла вода | Світла вода |
| Матеріал модератора                                 | Важка вода                                                                              | Важка вода | Важка вода |
| Робочий тиск реактора, кг/см 2 (г)                  | 87                                                                                      | 100 | 100 |
| Висота активного сердечника, см                     | 508.5                                                                                   | 594 | 594 |
| Еквівалентний діаметр сердечника, см                | 451                                                                                     | - | 638.4 |
| Середня питома потужність палива                    | 9,24 кВт/кгU                                                                            | - | 235 МВт/м 3 |
| Середня щільність потужності активної зони, МВт/м 3 | 10.13                                                                                   | - | 12.1 |
| паливо                                              | Спечені натуральні гранули UO 2                                                         | Спечені натуральні гранули UO 2                                                                                                  | Спечені натуральні гранули UO 2                                                                                                  |
| Матеріал обшивки труб                               | Циркалой-2                                                                              | Циркалой-4 | Циркалой-4 |
| ТВЗ                                                 | 3672                                                                                    | 5096 | 4704 паливні пучки в 392 каналах                                                                                                 |
| Кількість твелів у зборі                            | 19 елементів в 3 кільцях                                                                | 37 | 37 елементів в 4 кільцях |
| Збагачення перевантажувального палива               | 0,7% U-235                                                                              | 0,7% U-235 | 0,7% U-235 |
| Тривалість паливного циклу, міс                     | 24                                                                                      | 12 | 12 |
| Середнє вигоряння палива, МВт·добу/т                | 6700                                                                                    | 7500 | 7050 |
| Тяги керування                                      | SS/Co                                                                                   | Кадмій/SS | Кадмій/SS |
| Поглинач нейтронів                                  | Борний ангідрид                                                                         | Бор | Бор |
| Система відведення залишкового тепла                | Активний: Вимкнення системи охолодження Пасив: Природна циркуляція через парогенератори | Активний: Вимкнення системи охолодження Пасив: Природна циркуляція через парогенератори і система відведення тепла Passive Decay | Активний: Вимкнення системи охолодження Пасив: Природна циркуляція через парогенератори і система відведення тепла Passive Decay |
| Система безпечного впорскування                     | Система аварійного охолодження активної зони                                            | Система аварійного охолодження активної зони                                                                                     | Система аварійного охолодження активної зони                                                                                     |